# Enicospilus xeris
Enicospilus xeris är en stekelart som beskrevs av Ian D. Gauld och Mitchell 1981. Enicospilus xeris ingår i släktet Enicospilus och familjen brokparasitsteklar. Inga underarter finns listade i Catalogue of Life.